# Власићи
Власићи (мкд. Власиќи) су насељено место у Северној Македонији, у западном делу државе. Власићи припадају општини Центар Жупа.

## Географија
Насеље Власићи је смештено у крајњем западном делу Северне Македоније, близу државне границе са Албанијом (3 km западно). Од најближег већег града, Дебра, насеље је удаљено 18 km јужно.
Рељеф: Власићи се налазе у области Жупа, у долини Црног Дрима. На месту села образовано вештачко Дебарско језеро. Западно од насеља издиже се планина Стогово. Надморска висина насеља је приближно 590 метара.
Клима у насељу је умерено континентална.

## Становништво
По попису становништва из 2002. године Власићи су били без становника.